# Nathaniel Gould
Pour les articles homonymes, voir Gould.
Sir Nathaniel Gould (3 décembre 1661 - 21 juillet 1728) était un marchand et homme politique anglais qui siégea à la Chambre des communes d'Angleterre de 1701 à 1707 et à la Chambre des communes de Grande-Bretagne de 1707 à 1728.
Gould était propriétaire de chantiers de construction navale à Shoreham et a également contribué à la reconstruction de la maison de marché de Shoreham. Il a été élu membre du Parlement de New Shoreham en 1701 après avoir été destitué pour corruption (après avoir distribué une guinée à un homme), puis réélu. Il occupa son siège jusqu'en mai 1708 et fut réélu en 1710. Cette fois, il resta en place jusqu'à sa mort, en 1728 bien que ses élections fussent souvent à l'origine de pétitions fondées sur la corruption ou l'intimidation.

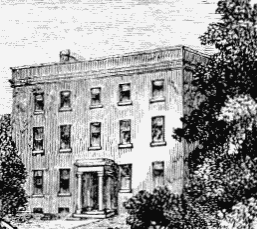
Fleetwood House, Stoke Newington, en 1750

Gould était également gouverneur de la Banque d'Angleterre (en) de 1711 à 1713  au moment de la création de la South Sea Company, la Compagnie de la mer du Sud. Il avait auparavant exercé les fonctions de gouverneur adjoint. Il a été fait chevalier en 1721.
Gould a épousé Frances, fille de Sir John Hartopp, troisième baronnet et petite-fille de Charles Fleetwood. L'un de leurs enfants épousa Thomas Cooke, également gouverneur de la Banque d'Angleterre de 1737 à 1740.
Gould vivait à Fleetwood House, à Stoke Newington, mais possédait également des biens à New Shoreham.  Il est mort à l'âge de 66 ans.